# Гарсия, Анхель (кёрлингист)
А́нхель Гарси́а Аги́рресаба́ль (исп. Angel Garcia Aguirrezabal; род. 9 марта 1993) — испанский кёрлингист.

## Достижения
- Чемпионат Испании по кёрлингу среди смешанных команд: серебро (2016).

## Команды
| Сезон                                          | Четвёртый                     | Третий                     | Второй                        | Первый                      | Запасной                                                         | Турниры              |
| ---------------------------------------------- | ----------------------------- | -------------------------- | ----------------------------- | --------------------------- | ---------------------------------------------------------------- | -------------------- |
| 2008—09                                        | Antonio De Mollinedo Gonzalez | Мартин Риос                | José Manuel Sangüesa Anzano   | Анхель Гарсиа Агирресабаль  | тренер: Rolf Hosly                                               | ЧЕ 2008 (9 место)    |
| 2010                                           | Серхио Вес Лабрадор           | Анхель Гарсиа Агирресабаль | Adrian Manero Vicente         | Эдуардо де Пас Курезес      | тренер: Manuel Ruch                                              | ПЕКЮ 2010 (9 место)  |
| 2011                                           | Серхио Вес Лабрадор           | Анхель Гарсиа Агирресабаль | Adrian Manero Vicente         | Эдуардо де Пас Курезес      | Egoitz Gordo Villamor тренер: Sorkunde Vez Bilbao                | ПЕКЮ 2011 (8 место)  |
| 2011—12                                        | Antonio De Mollinedo Gonzalez | Jose Manuel Sanguesa       | Carlos Gonzalez Sacristan     | Анхель Гарсиа Агирресабаль  | Carlos Vega Blanco тренер: Melanie Robillard                     | ЧЕ 2011 (20 место)   |
| 2012                                           | Серхио Вес Лабрадор           | Анхель Гарсиа Агирресабаль | Adrian Manero Vicente         | Carlos Vega Blanco          | Марио Фернандес Родригес тренер: Melanie Robillard               | ПЕКЮ 2012 (7 место)  |
| 2012—13                                        | Antonio De Mollinedo Gonzalez | Серхио Вес Лабрадор        | Jose Manuel Sanguesa          | Анхель Гарсиа Агирресабаль  | Carlos Vega Blanco                                               | ЧЕ 2012 (19 место)   |
| 2014                                           | Анхель Гарсиа Агирресабаль    | Марио Фернандес Родригес   | Луис Доминго де Сан-Леандро   | Эдуардо де Пас Курезес      | Andrés Garcia Aguirrezabal тренер: Antonio De Mollinedo Gonzalez | ПЕКЮ 2014 (11 место) |
| 2015                                           | Серхио Вес Лабрадор           | Анхель Гарсиа Агирресабаль | Эдуардо де Пас Курезес        | Луис Доминго де Сан-Леандро | Марио Фернандес Родригес тренер: Катя Киискинен                  | ЗУ 2015 (10 место)   |
| 2017—18                                        | Серхио Вес Лабрадор           | Микель Унануэ              | Antonio De Mollinedo Gonzalez | Эдуардо де Пас Курезес      | Анхель Гарсиа Агирресабаль тренер: Кеннет Хертсдаль              | ЧЕ 2017 (14 место)   |
| 2018—19                                        | Серхио Вес                    | Микель Унануэ              | Antonio De Mollinedo          | Эдуардо де Пас              | Анхель Гарсиа тренер: Кеннет Хертсдаль                           | ЧЕ 2018 (18 место)   |
| 2019—20                                        | Серхио Вес                    | Микель Унануэ              | Nicholas Shaw                 | Эдуардо де Пас              | Анхель Гарсиа тренер: Кеннет Хертсдаль                           | ЧЕ 2019 (15 место)   |
| 2021—22                                        | Серхио Вес                    | Luis Gomez                 | Эдуардо де Пас                | Nicholas Shaw               | Анхель Гарсиа                                                    | ЧЕ 2021 (13 место)   |
| 2023—24                                        | Гонцал Гарсиа Вес             | Javier Munte               | Анхель Гарсиа                 | Victor Mirete               | Manuel Garcia Roman                                              | ЧЕ 2023 (15 место)   |
| Кёрлинг среди смешанных команд (mixed curling) |                               |                            |                               |                             |                                                                  |                      |
| 2011                                           | Antonio De Mollinedo Gonzalez | Ana Arce                   | José Manuel Sangüesa Anzano   | Mercedes Santiago Calvillo  | Анхель Гарсиа Агирресабаль                                       | ЧЕСК 2011 (18 место) |
| 2016                                           | Alicia Munté                  | Ángel García Mayor         | Patricia Ruiz                 | Анхель Гарсиа Агирресабаль  |                                                                  | ЧИСК 2016            |

(скипы выделены полужирным шрифтом)